# Ärztlicher Leiter Rettungsdienst
Der Ärztliche Leiter Rettungsdienst (ÄLRD) hat innerhalb des Rettungsdienstes in Deutschland keine operative, sondern eine administrative Funktion. Dies unterscheidet ihn von den Notärzten und Leitenden Notärzten, die eine unmittelbare Funktion im Einsatzgeschehen wahrnehmen.

## Aufgaben und Zusammenschlüsse
Der Ärztliche Leiter Rettungsdienst ist für das medizinische Qualitätsmanagement sowie die Gesamtkonzeption der Patientenversorgung und -betreuung im Rettungsdienst verantwortlich. Hierfür ist er weisungsbefugt. Da in Deutschland der Rettungsdienst in der Gesetzgebungskompetenz der Länder liegt, ist der ÄLRD – sofern existent – in den jeweiligen Landesrettungsdienstgesetzen definiert.
1994 ist bereits durch die Bundesärztekammer – bestätigt durch den Ausschuss „Notfall-/Katastrophenmedizin und Sanitätswesen“ 2006 – eine Forderung zur Institutionalisierung eines „Ärztlichen Leiter Rettungsdienst“ auf regionaler und überregionaler Ebene, der die medizinische Kontrolle über den Rettungsdienst wahrnimmt und für die Effektivität und Effizienz der präklinischen notfallmedizinischen Patientenversorgung und -betreuung verantwortlich ist, verfasst worden.
Die ersten 5 Funktionsträger ÄLRD haben sich 1995 zum „Arbeitskreis Ärztliche Leiter Rettungsdienst“ zusammengeschlossen. Inzwischen beraten sich die ÄLRD auf Landesebene und auf Bundesebene in den Landesverbänden und im Bundesverband der Ärztlichen Leiter Rettungsdienst und stimmen rettungsdienstliche Konzepte, Probleme und Vorgehensweisen miteinander ab. Dabei stehen vor allem Fragen zu Organisation und Finanzierung im Vordergrund. 2005 wurde der „Bundesarbeitskreis Ärztliche Leiter Rettungsdienst e.V.“ (BAK ÄLRD) mit Sitz in Köln gegründet. Im Jahre 2007 wurde in Köln aus diesem Arbeitskreis der „Bundesverband Ärztlicher Leiter Rettungsdienst“, dem im September 2009 163 ÄLRD als Mitglieder angehören. Zahlreiche Landesarbeitskreise benannten sich nach dem Vorbild des Bundesarbeitskreises ebenfalls in Landesverbände „Ärztlicher Leiter Rettungsdienst“ um.

## Ausbildung
Die Bundesärztekammer empfiehlt eine 40-stündige Qualifizierung zum Ärztlichen Leiter Rettungsdienst sowie regelmäßige Auffrischungskurse im Umfang von mindestens zehn Stunden. Vorausgesetzt werden des Weiteren die Qualifikation zum Leitenden Notarzt, eine langjährige Tätigkeit in der präklinischen und klinischen Notfallmedizin sowie eine abgeschlossene Weiterbildung in einem Gebiet mit Bezug zur Notfall- oder Intensivmedizin.

## Bayern
In Bayern sind nach dem Bayerischen Rettungsdienstgesetz derzeit (Stand: 1. Januar 2012) 78 Ärztliche Leiter Rettungsdienst in 26 Rettungsdienstbereichen bestellt.
Die ÄLRD haben die Aufgabe, die Qualität rettungsdienstlicher Leistungen zu sichern und zu verbessern. Sie sollen dabei insbesondere
1. die Patientenversorgung überwachen,
2. die Einsatzlenkung optimieren,
3. die Fort- und Weiterbildung begleiten,
4. die Zusammenarbeit von Rettungsdienst und Behandlungseinrichtungen überwachen und
5. die Zweckverbände fachlich beraten.

Zur Erfüllung seiner Aufgaben hat der ÄLRD Weisungsbefugnis. Er selbst unterliegt nur Weisungen des Bezirks- und Landesbeauftragten.

## Nordrhein-Westfalen
In Nordrhein-Westfalen verfügten nach einer Umfrage der Arbeitsgruppe Qualitätsmanagement der Arbeitsgemeinschaft der Notärzte in Nordrhein-Westfalen (AGNNW) 2002 zur Strukturqualität im Notarztdienst NRW seinerzeit bestenfalls zwei Drittel der NRW-Gebietskörperschaften über Ärztliche Leiter Rettungsdienst, von denen ein Teil wiederum ehrenamtlich oder in Teilzeittätigkeit mit geringem Zeitumfang arbeitete.
Aktuell (30. September 2010) sind auf der Homepage des Bundesverbands ÄLRD für Nordrhein-Westfalen in 54 Landkreisen und kreisfreien Städten 46 ÄLRD genannt, die in unterschiedlichen Tätigkeitsmodellen (Personalgestellung aus einem Krankenhaus, Anstellung beim Rettungsdienstträger in Vollzeit oder Teilzeit, freiberufliche Honorartätigkeit) arbeiten.
Im neuen Rettungsgesetz NRW soll der Ärztliche Leiter Rettungsdienst als Verantwortlicher für das medizinische Qualitätsmanagement im Rettungsdienst berücksichtigt werden.